# Essigsäureheptylester
Essigsäureheptylester ist eine chemische Verbindung aus der Gruppe der Carbonsäureester. Der Ester leitete sich von Essigsäure und 1-Heptanol ab.

## Vorkommen

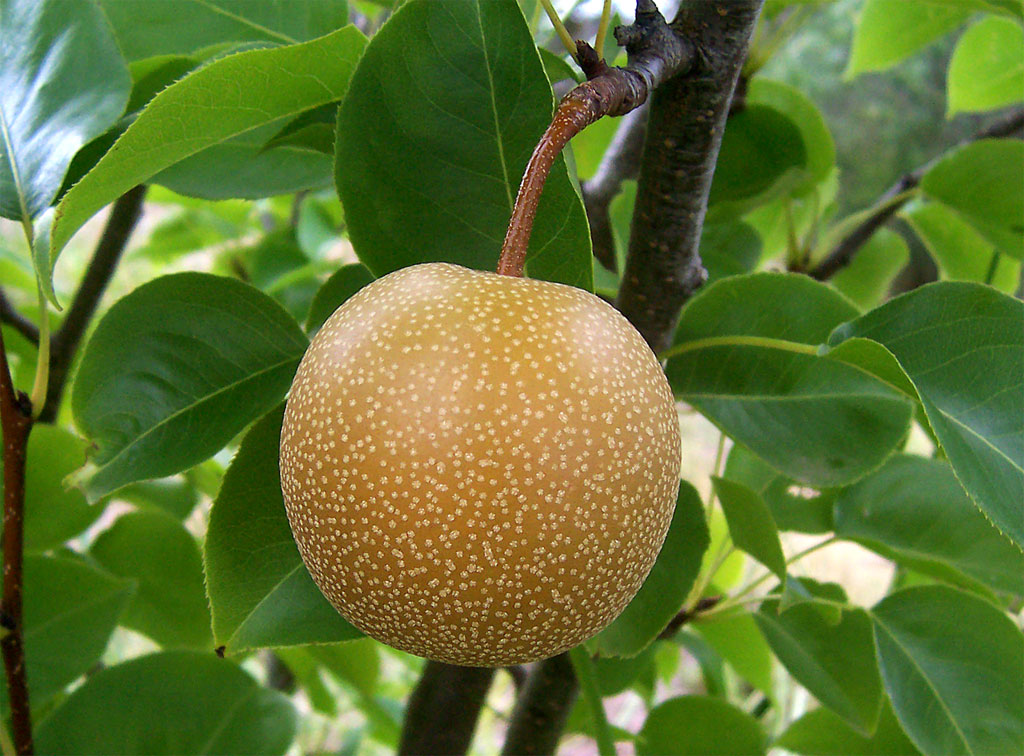
Nashi-Birne

Heptylacetat kommt in verschiedenen Arten der Gattung Birnen (Pyrus) vor, wie der Nashi-Birne, der Kulturbirne und Pyrus ussuriensis. Außerdem kommt es in den Schalen bzw. Schalenölen verschiedener Zitrusfrüchte wie Pampelmuse und Pomelo vor, sowie in Bananen und Cantaloupe-Melonen. Weiterhin kommt es im Pheromon der Amerikanischen Kiefernwanze vor.

## Gewinnung und Darstellung
Essigsäureheptylester kann aus n-Heptylalkohol und Acetylchlorid in Etherlösung in Gegenwart von Magnesiumstaub synthetisiert werden.

## Eigenschaften
Essigsäureheptylester ist eine farblose Flüssigkeit mit angenehmem Geruch, die praktisch unlöslich in Wasser ist.

## Verwendung
Essigsäureheptylester wird als Aromastoff verwendet. In der EU ist es unter der FL-Nummer 09.022 für Lebensmittel allgemein zugelassen.